# Keith Connor
Keith Connor, född den 16 september 1957 på Anguilla, är en brittisk friidrottare inom tresteg.
Han blev Europamästare 1982, och tog OS-brons i tresteg vid friidrottstävlingarna 1984 i Los Angeles. 